# 1236 Thaïs
1236 Thaïs là một tiểu hành tinh vành đai chính với chu kỳ quỹ đạo là 1384.2321120 ngày (3.79 năm).
Tiểu hành tinh được phát hiện ngày 6 tháng 11 năm 1931.